# Police en Pologne

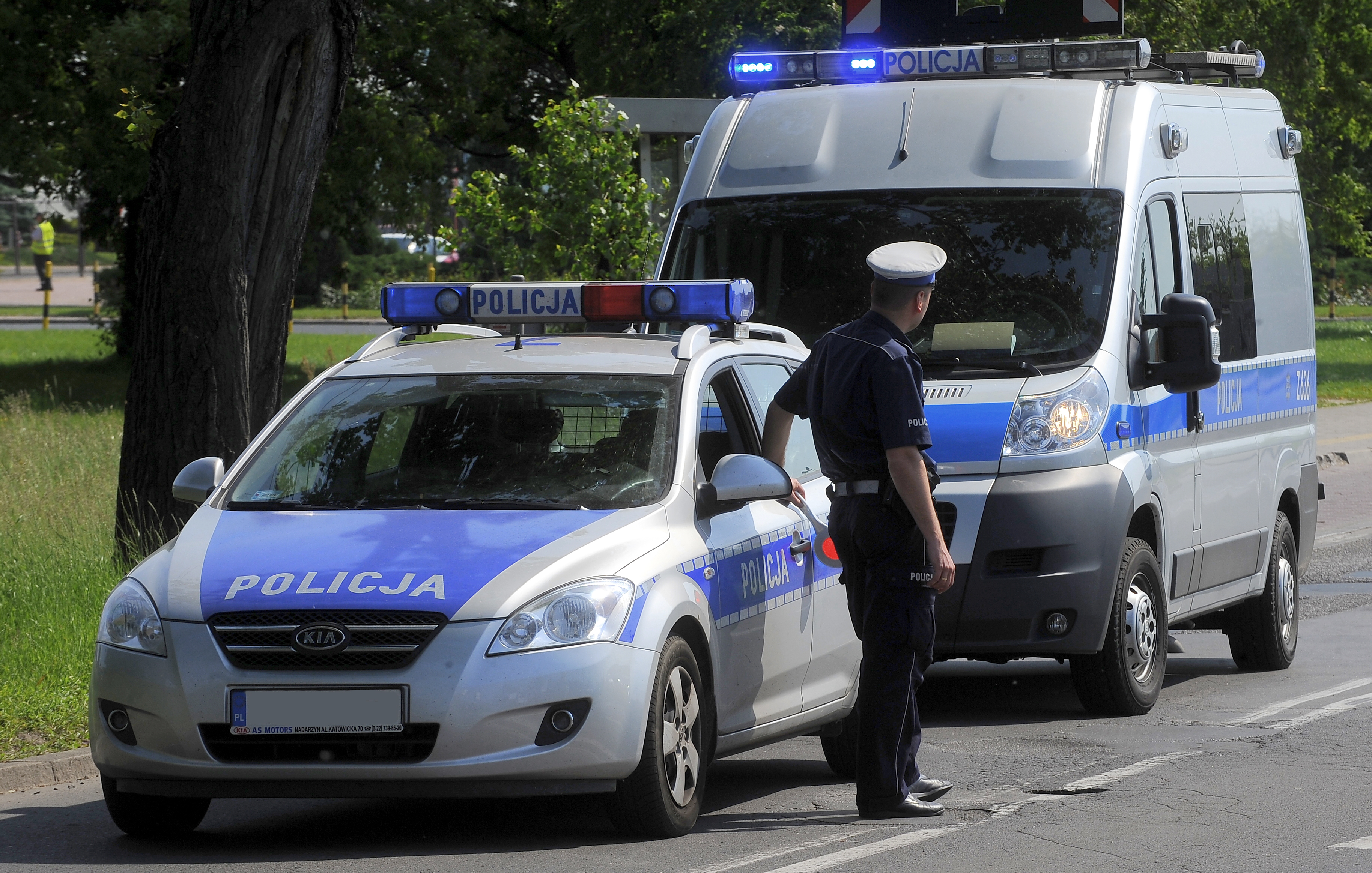
Officier et véhicules de la Police nationale polonaise en 2010.

En Pologne, il existe plusieurs types de polices.

## Organisation
On trouve la police nationale (Policja), gérée par l’État. Au niveau municipal, la police municipale (Straż miejska) est financée et dirigée localement. L'équivalent de la gendarmerie française est la Żandarmeria Wojskowa.